# Short 330
Short 330 är ett propellerdrivet flygplan med två motorer tillverkat av Short Brothers. Flygplanstypen flög första gången 1974 och tillverkades i 125 exemplar. Produktionen upphörde 1988.

## Operatörer (ej komplett)

### Civila operatörer
- Aer Lingus Commuter
- Air Ecosse
- Air UK
- ALM Antillean Airlines
- Bahamasair
- DLT (Lufthansa Cityline)
- Golden West Airlines
- Guernsey Airlines
- Hawaiian Airlines
- Loganair
- Manx Airlines
- Olympic Airways
- Syd-Aero
- Thai Airways

### Militära operatörer, regeringar, statliga byråer

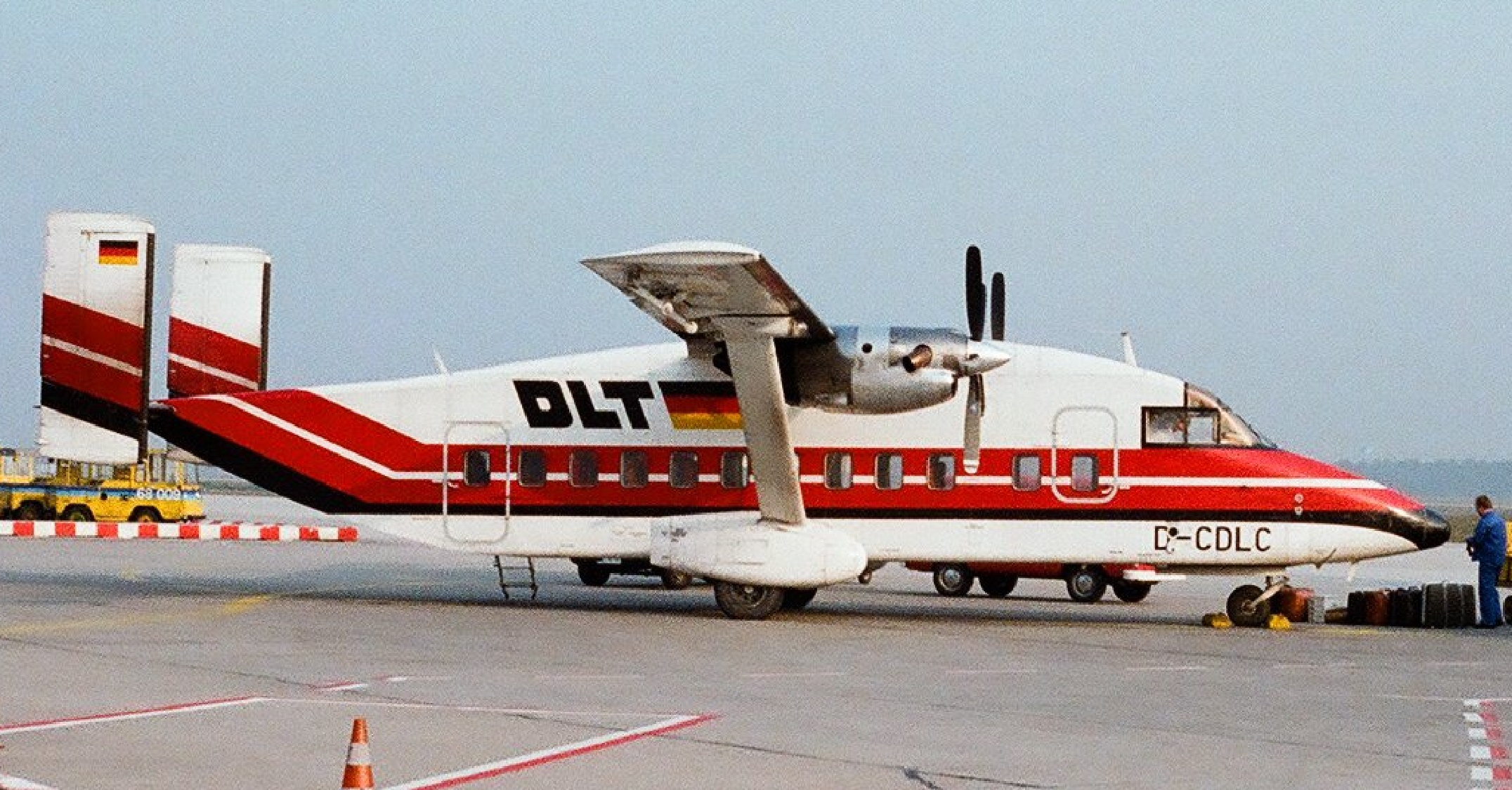
DLT Short 330 D-CDLC, FRankfurt 1983

- USA:s flygvapen
- USA:s armé